# Dolicheremaeus sabahnus
Dolicheremaeus sabahnus är en kvalsterart som beskrevs av Sandór Mahunka 1988. Dolicheremaeus sabahnus ingår i släktet Dolicheremaeus och familjen Tetracondylidae. Inga underarter finns listade i Catalogue of Life.